# Firmino Filho
Firmino da Silveira Soares Filho (Teresina, 16 de dezembro de 1963 – Teresina, 6 de abril de 2021) foi um economista e político brasileiro expoente do PSDB no estado do Piauí. Eleito e reeleito Prefeito de Teresina por duas vezes, é o recordista em quantidade de mandatos, de 1997 a 2004 e de 2013 a 2020.

## Biografia
Era graduado em Economia pela Universidade Federal de Pernambuco. Na UFPE foi colega de turma de Eduardo Campos, que mais tarde também seguiu carreira política.
Fez mestrado na Universidade de Illinois, nos Estados Unidos. Aprovado em concursos públicos, tornou-se Auditor Fiscal do Tribunal de Contas União e professor do Departamento de Economia da Universidade Federal do Piauí.

## Morte
Firmino Filho faleceu em 6 de abril de 2021, aos 57 anos, ao cair do 14º andar do edifício Manhattan River Center, na Avenida Senador Arêa Leão, em Teresina. No local funciona a sede da representação do Tribunal de Contas da União no Piauí, onde o ex-gestor cumpria expediente.
A investigação da Polícia Civil descartou a possibilidade de crime, segundo documentos do processo divulgados pela imprensa piauiense.
  

No dia seguinte ao falecimento, o cortejo com o corpo de Firmino percorreu diversos bairros da cidade de Teresina em carro do Corpo de Bombeiros e sob grande comoção. O sepultamento ocorreu no cemitério Recanto da Saudade, situado às margens da BR-343.